# Nestima pleuralis
Nestima pleuralis är en tvåvingeart som beskrevs av Steyskal 1952. Nestima pleuralis ingår i släktet Nestima och familjen skridflugor. Inga underarter finns listade i Catalogue of Life.